# Paul Lob
Paul Lob (La Tour-de-Peilz, Vaud kanton, 1893. július 13. – Montreux, Vaud kanton, 1965. február 22.) svájci jégkorongozó, olimpikon.
Először olimpián az 1920-as nyárin vett részt a svájci jégkorongcsapatban. Első mérkőzésükön nagy vereséget szenvedtek el az amerikaiaktól: 29–0-ra kikaptak. Ezután a bronzmérkőzésért játszottak a svéd válogatottal, amin 4–0-ra ismét kikaptak. Így az ötödikek lettek.